# Бошняково (Сахалінська область)
Бошняково (рос. Бошняково) — село у Углегорському міському окрузі Сахалінської області Російської Федерації.
Населення становить 815 осіб (2013).

## Історія
З 1905 по 3 вересня 1945 року у складі губернаторства Карафуто Японії, відтак у складі Углегорського міського округу Сахалінської області.

## Населення
| 2002 | 2010  | 2013 |
| ---- | ----- | ---- |
| 1584 | ↘1122 | ↘815 |